# 兵庫電気軌道
兵庫電気軌道（ひょうごでんききどう、英文社名：Hyōgo Electric Tram Co.）とは、かつて兵庫県神戸市・明石市において軌道（路面電車）の運営を行っていた事業者である。通称は兵電。山陽電気鉄道の前身に当たり、現在の山陽電気鉄道本線のうち、山陽明石駅以東の区間を開業させた。
本項では山陽明石駅以西を開業させた神戸姫路電気鉄道（こうべひめじでんきてつどう）についても述べる。

## 概要

### 設立から開業まで
明治30年代末、県内で電気軌道を自設しようという動きが広まる中で、兵庫電気軌道はその一つとして神戸 - 明石間の路線の敷設を目的とし、川西清兵衛らを中心に1907年（明治40年）7月2日に設立された。
当初、この区間の免許は兵庫電気鉄道と明神電気鉄道という2つの事業者により申請されており、競願となっていたが、両者が合流して新たに会社をつくることになったものである。
1910年（明治43年）3月15日、第一期線として兵庫 - 須磨間が開業した。この時神戸側の起点を兵庫としたのは、市内における路面電車（市電）の運営を行っていた神戸電気鉄道（1917年に市が買収し、神戸市電となる）との競合を避けるためであったといわれている。

### 営業不振と買収・更迭騒動
「神戸から西へ向かう初の電車」とされ、期待を持って運行が開始された兵庫電気軌道であったが、営業成績は芳しくなかった。一時、神戸電気鉄道への経営移管や直通運転が計画されたこともあったが、前者は折り合いがつかず、後者も車両規格の違いを理由に実現しなかった。
結局、兵庫電気軌道では経営陣を更迭し、第2期線とされた須磨 - 明石間の建設を行う選択肢を取らざるを得なくなった。だがこれも、用地買収の進展が遅れたこと、須磨にあった御料地の借用問題、さらには舞子公園の景観問題が絡んで、暫定開業・一部経路変更を行うことになり、1912年（明治45年）7月11日に一ノ谷まで、1913年（大正3年）5月11日に塩屋まで、そして1917年（大正6年）4月12日にようやく明石まで開業させることができた。
開業の効果は大きく、収入・乗客数はおよそ3割の増加になったという。これによりようやく兵庫電気軌道は経営を軌道に乗せることができたのであった。

### 姫路延伸計画と播州鉄道による敵対的買収
兵庫電気軌道では明石延伸後、さらに姫路までの延伸を計画した。この区間の敷設に関しては、地方鉄道法に基づく鉄道路線として計画がなされ、兵庫電気軌道の経営に対する影響を最小限にするため、別会社の明姫電気鉄道を設立し、免許申請を行った。
ところがこの区間の路線敷設に関しては、伊藤英一率いる播州鉄道(現在のJR加古川線)も同じように免許を申請しており、競願となった。そのため伊藤は、兵庫電気軌道に対し敵対的買収を仕掛け社長に就任、経営権を掌握した。
しかし免許は、追い出された川西ら兵庫電気軌道の旧経営陣がそのまま経営権を握っていた明姫電鉄のほうに下った。同社はさらに1920年（大正9年）に神明急行電鉄として湊川 - 明石間の路線敷設免許も収得し、兵庫電気軌道に対抗することになった。
明姫電鉄は神明急行電鉄の免許を買収、神戸姫路電気鉄道（神姫電鉄）と社名を改めて路線敷設に取り掛かる。とりあえずは兵庫電気軌道と競合しない明石 - 姫路間の敷設に取り掛かり、1923年（大正12年）8月19日に開業させた。日本では大阪鉄道に次いで2番めに直流1500V電化を採用するなど、随所
に併用軌道がある兵庫電気軌道とは全く異なる高規格路線であった。

### 宇治川電気への統合後
一方で伊藤率いる兵庫電軌は、沿線において電燈事業や不動産など多角経営に乗り出すが、これが第一次世界大戦での不況で打撃を受ける。それに追い討ちをかけるが如く、伊藤の事業を後押ししていた増田ビルブローカー銀行が1920年に破綻すると、伊藤は社長辞任に追い込まれる。後任は岡崎財閥から岡崎藤吉が就任するが、神姫電鉄とは接続しているものの経営はなかなか好転しなかった。
その一方で。兵庫電軌・神姫電鉄両社に電気を供給していた宇治川電気が工業の不振で大口の電力需要が伸び悩んだこともあって、安定した電力供給先を求めて電気鉄道の経営に本格参入する動きを見せた。そのため再編も兼ねて兵庫電軌と神姫電鉄を統合し、一体化して経営することを計画。1927年（昭和2年）1月1日に兵庫電軌が、同年4月1日には神姫電鉄も宇治川電気へ統合され、ここに兵庫電軌は消滅した。
その後、1928年（昭和3年）8月26日には規格差を乗り越え、兵庫 - 姫路間の直通運転が実施されるようになった。さらに1933年（昭和8年）6月6日には再び電力と鉄道・軌道事業が分割されることになり、後者は新設会社の山陽電気鉄道へ譲渡され、現在に至っている。
なお路線建設の経緯により、兵庫 - 長田間や須磨周辺に併用軌道が終戦後まで残っていたが、前者は1968年（昭和43年）4月7日に神戸高速鉄道への直通運転開始により該当区間が廃線となることで解消され、後者も戦後間もない時期に専用軌道化された。それを踏まえ、1977年（昭和52年）12月27日には軌道扱いで残っていた西代 - 明石間が地方鉄道（今は普通鉄道）に切り替えられている。

## 路線データ
- 路線距離：兵庫 - 明石間11.42哩
- 軌間：1435mm
- 電化区間：全線（直流600V）市街地は複線架空線方式（兵庫-西代間？）
- 複線区間：全線複線

併用軌道区間は兵庫から長田付近と須磨-東垂水間及び明石市内の一部。軌道は道路中央部ではなく片側に寄せて敷設していた。

## 年表
- 1907年（明治40年）7月2日 設立。
- 1910年（明治43年）3月15日 兵庫 - 須磨間開業[15]。
- 1912年（明治45年）7月11日 須磨 - 一ノ谷間開業[15]。
- 1913年（大正2年）5月11日 一ノ谷 - 塩屋間開業[15]。
- 1917年（大正6年）4月12日 塩屋 - 明石間開業[15]。
- 1917年（大正6年）7月17日 貨物運輸営業開始。
- 1918年（大正7年）7月14日 伊藤英一が社長に就任。
- 1920年（大正9年）7月2日 明石電灯の電気事業権及び電気工作物の買収[16]が認可。6日より直営の電気事業が開始。
- 1920年（大正9年）8月10日 伊藤英一の辞任により岡崎藤吉が社長に就任。
- 1927年（昭和2年）1月1日 宇治川電気に統合される[17]。

## 駅一覧
1917年兵庫-明石間全通時の当時の駅は表のとおり26駅であった。その後宇治電に買収されてから路線は徐々に改良されていき、市内電車から高速鉄道に変貌していく過程で停車場も移設・廃止が行われていった。
| 開設時の名称 | 最新の名称 | 開設日    | 変遷                                     |
| ------------ | ---------- | --------- | ---------------------------------------- |
| 兵庫         |            | 1910.3.15 | 移設1952.6.21廃止1968.4.6                |
| 大開通       |            | 1912以前  | 休止1943.11.20廃止1952.8.21              |
| 長田         |            | 1910.3.15 | 移設1922.8.3移設1944.12.31廃止1968.4.6   |
| 西代         | 西代駅     | 1910.3.15 |                                          |
| 板宿         | 板宿駅     | 1910.3.15 | 移設1913年末                             |
| 大手（2）    |            | 1917.4.12 | 休止1943.11.20廃止1946.8.3               |
| 大手（1）    | 東須磨駅   | 1910.3.15 |                                          |
| 月見山       | 月見山駅   | 1910.3.15 |                                          |
| 須磨寺       | 須磨寺駅   | 1910.3.15 |                                          |
| 須磨（仮）   | 山陽須磨駅 | 1910.3.15 |                                          |
| 一ノ谷       |            | 1912.7.11 | 休止1943.11.20廃止1946.8.3               |
| 敦盛塚       |            | 1913.5.11 | 休止1945.7.20廃止1948.10.1               |
| 東塩屋       |            | 1913.5.11 | 廃止1932.12.9                            |
| 塩屋         | 山陽塩屋駅 | 1913.5.11 | 移設1932.12.10                           |
| 滝の茶屋     | 滝の茶屋駅 | 1917.4.12 | 移設1932.12.10                           |
| 東垂水       | 東垂水駅   | 1917.4.12 | 移設1932.12.10                           |
| 垂水         | 山陽垂水駅 | 1917.4.12 | 移設1929.8.2                             |
| 五色山       |            | 1917.4.12 | 休止1943.11.20廃止1951.10.1              |
| 歌敷山       |            | 1917.4.12 | 廃止1964.6.1                             |
| 舞子         | 舞子公園駅 | 1917.4.12 | 移設1948                                 |
| 山田         | 西舞子駅   | 1917.4.12 | 移設1928.12.8                            |
| 大蔵谷       | 大蔵谷駅   | 1917.4.12 | 移設1928.12.8移設1948.12.14              |
| 人丸前       | 人丸前駅   | 1917.4.12 | 移設1931.12.23                           |
| 遊園地前     |            | 1917.4.12 | 移設1931.12.23休止1943.11.20廃止1946.8.3 |
| 明石駅前     | 山陽明石駅 | 1917.4.12 | 移設1931.12.23                           |
| 明石駅       |            | 1917.4.12 | 廃止1931.12.22                           |

1. 1 2  1968年4月神戸高速鉄道開業による廃線。
2. 1 2  1946年2月須磨-境川間の路線変更による。
3. 1 2 3 4  1932年12月塩屋-東垂水間の路線変更による。
4. 1 2  1928年12月山田-大蔵谷間の路線変更による。
5. 1 2 3 4  1931年12月大蔵谷-明石間の路線変更による。

## 輸送・収支実績
| 年度           | 人員（人） | 貨物数量（噸） | 営業収入（円） | 営業費（円） | 営業益金（円） | 雑収入（円）          | 雑支出（円） | 支払利子（円） |
| -------------- | ---------- | -------------- | -------------- | ------------ | -------------- | --------------------- | ------------ | -------------- |
| 1910（明治43） | 1,080,928  |                | 65,491         | 67,047       | ▲ 1,556        |                       |              |                |
| 1911（明治44） | 2,408,590  |                | 98,947         | 80,699       | 18,248         | 利子11                |              | 4,151          |
| 1912（大正元） | 2,083,973  |                | 115,864        | 85,388       | 30,476         | 利子18,195            |              | 114            |
| 1913（大正2）  | 2,418,097  |                | 145,014        | 97,214       | 47,800         | 利子460               |              | 2,336          |
| 1914（大正3）  | 3,502,798  |                | 149,553        | 98,420       | 51,133         | 利子1,023             |              | 14,147         |
| 1915（大正4）  | 5,074,897  |                | 154,447        | 91,381       | 63,066         | 利子214               |              | 12,422         |
| 1916（大正5）  | 4,439,588  |                | 171,638        | 106,741      | 64,897         |                       |              |                |
| 1917（大正6）  | 5,007,357  | 3,225          | 368,757        | 159,703      | 209,054        | 土地3,462、利子15,415 | 16,742       | 92,352         |
| 1918（大正7）  | 9,695,665  | 9,225          | 564,832        | 276,214      | 288,618        | 10907、利子27,923     | 11,883       | 11,883         |
| 1919（大正8）  | 11,565,786 | 16,187         | 935,976        | 534,301      | 401,675        | 遊園地11,476          | 16,079       | 142,200        |
| 1920（大正9）  | 10,274,408 | 10,769         | 1,227,853      | 747,737      | 480,116        | 183,427、利子65,753   | 90,401       | 219,132        |
| 1921（大正10） | 17,493,627 | 9,402          | 1,278,597      | 781,198      | 497,399        |                       |              |                |
| 1922（大正11） | 18,418,412 | 10,049         | 1,335,885      | 767,557      | 568,328        |                       |              |                |
| 1923（大正12） | 17,706,813 | 7,848          | 1,354,466      | 804,010      | 550,456        | 630,905               | 613,905      |                |
| 1924（大正13） | 18,253,865 | 9,299          | 1,417,070      | 843,054      | 574,016        | 642,867               | 412,835      | 196,867        |
| 1925（大正14） | 17,236,503 | 7,376          | 1,416,023      | 818,175      | 597,848        | 583,779               | 572,406      |                |
| 1926（昭和元） | 15,646,189 | 9,941          | 1,384,879      | 845,930      | 538,949        | 274,481               |              | 217,876        |

- 鉄道院年報、鉄道院鉄道統計資料、鉄道省鉄道統計資料、鉄道統計資料より

## 車両
| 年度           | 1形 | 13形 | 22形 | 29形 | 36形 | 計 |
| -------------- | --- | ---- | ---- | ---- | ---- | -- |
| 1910（明治43） | 12  |      |      |      |      | 12 |
| 1912（大正元） | 12  | 9    |      |      |      | 21 |
| 1917（大正6）  | 12  | 9    | 7    |      |      | 28 |
| 1920（大正9）  | 12  | 9    | 7    | 7    |      | 35 |
| 1921（大正10） | 12  | 9    | 7    | 7    | 5    | 40 |
| 1926（昭和元） | 12  | 9    | 7    | 7    | 5    | 40 |

車両はいずれも木造ボギー車でオープンデッキ、前後に金属製の救助網が備えられ、ダブルポールであった。なおここにおける形式はあくまで便宜上の区分であり、車番は形式に関係なく通し番号で付番されていた。
- 1形 （1 - 12）- 1910年川崎造船所兵庫分工場製。車体長13.4m、ダブルルーフ、窓配置D13D
- 13形 （13 - 21）- 1912年名古屋車両製。車体長11m、シングルルーフ（プレーンアーチ）、窓配置D12D
- 22形 （22 - 28）- 1917年高尾造船製。車体長12.1m、ダブルルーフ、窓配置D10D（窓は2個一組の連窓）
- 29形 （29 - 35）- 1920年梅鉢鉄工所製[19]。車体長13.4m、ダブルルーフ、窓配置D12D（窓は3個一組の連窓）
- 36形 （36 - 40）- 1921年日本車輌製造製。車体長14m、ダブルルーフ、窓配置D6D6D（中央出入り口は扉と可動ステップつき）

このうち、1形・22形・29形の一部は山陽電鉄発足後に半鋼製車体に載せ替えられて200形となったほか、36形は1949年に4両が高松琴平電気鉄道に譲渡され、80形81 - 84として長尾線・志度線で使用された。

## 施設
- 桜町変電所、常用、電動発電機（交流側3200V直流側550/545V）直流側の出力300kW、製造所GE、予備、電動発電機（交流側3200V直流側550/545V）直流側の出力250kW、製造所芝浦製作所
  - 『電気事業要覧. 第18回 昭和2年2月』（国立国会図書館近代デジタルライブラリー）